# 黄埔大道
黄埔大道是中国廣東省广州市的一条东西走向的主干道，连接天河区及黄埔区，双向八至十车道，因通达黄埔港而得名。西起中山一立交，东至黄埔港，与港前路连接，全长14.6公里，路宽60米，建于1956年，是广州东部出口的主干道之一，现时全線已实行快速化，全段不设交通灯或斑马线，设计时速为60km/h。
黄埔大道全线分为西、中及东三段，中山一立交至华南快速干线为黄埔大道西，华南快速干线至车陂路为黄埔大道中，车陂路至蟹山西路为黄埔大道东。

## 沿途交汇的街道
- 道路顺序由西往东排列，粗体字为主干道
- 中山一立交：东风东路、中山一路、广州大道、广利路、广和路
- 内环路
- 华穗路
- 体育西路、华夏路
- 珠江大道西
- 珠江大道东
- 体育东路、冼村路
- 天河东路、猎德路
- 石牌西路
- 石牌东路、马场路
- 华南快速干线
- 员村一横路
- 翠园街
- 翠华街
- 天府路、员村二横路
- 棠石路
- 科韵路
- 员村四横路
- 员村五横路
- 车陂路
- 东圃大马路
- 东圃二马路
- 广州环城高速公路（东环段）
- 蟹山西路
- 港前路

## 公共交通
- 广州地铁1号线體育西路站
- 广州地铁3号线體育西路站
- 广州地铁4号线車陂南站
- 广州地铁5号线科韵路站、車陂南站、東圃站、三溪站、魚珠站
- 广州地铁13号线魚珠站
- 广州地铁18号线冼村站
- 广州地铁11号线天河公園站
- 广州地铁21号线天河公園站
- 珠江新城旅客自动输送系统黃埔大道站

均在鄰近黃埔大道位置設有出口。